# Тельман (Брагінський район)
Тельман — (біл. вёска Тэльман), село (веска) в складі Брагінського району розташоване в Гомельській області Білорусі. Село підпорядковане Малейківській сільській раді і в ньому мешкає 177 осіб (станом на 2004 рік).
Село Тельман розташоване на південному сході Білорусі, в південній частині Гомельської області, неподалік від районного центру Брагіна (за 3 кілометри на північний схід) і вважається присілком районного центру.